# Gunda
Gunda (ros. Гунда) – osiedle w Rosji, w Buriacji, w rejonie jerawnińskim. W 2010 liczyło 1310 mieszkańców.